# Webbassistent
En webbassistent är en automatiserad, interaktiv fråga-svar-funktion på en webbplats. Funktionen syftar till att ge konkreta svar på konkreta frågor samt att guida webbplatsbesökaren fram till den information som hon söker. Webbassistenten kan användas för att underlätta navigeringen på en webbplats. Till skillnad från traditionella sökmotorer ges webbassistenter ofta en mänsklig prägel genom att de åtföljs av en avatar. Avataren kan vara en fotografisk eller tecknad och i vissa fall även animerad bild av en figur eller människa. Den största skillnaden jämfört med traditionella sökmotorer är dock att webbassistenten kan hantera frågor på naturligt språk, det vill säga det språk som vi använder i vardagliga situationer mellan människor. 
För att kunna hantera frågor på naturligt språk är webbassistenten utrustad med någon form av språkmotor. Med språkmotorn kan webbassistenten analysera frågor och identifiera meningsbärande nyckelord som sen matchas mot en databas med färdiga svar. Om nyckelorden inte går att matcha med något specifikt svar i databasen kan assistenten uppmana frågeställaren att specificera eller vidareutveckla frågan. Processen från fråga till svar blir en dialog mellan assistent och frågeställare. En webbassistent kan sägas vara ett dialogsystem som i en konversation med frågeställaren ska försöka identifiera hennes eller hans informationsbehov och antingen ge ett konkret svar eller guida vidare till den information som tillfredsställer behovet.
Webbassistenten svarar ofta genom att kombinera en kortare mening som finns i dess databas med att öppna den del eller den sida på webbplatsen där frågeställaren själv kan hitta ett mer specifikt svar. En uppmärksammad webbassistent inom näringslivet är Anna på Ikeas webbplatser världen över. Inom den offentliga sektorn är Skatteverkets Erik välkänd. Sedan 2003 uppträder han varje år under deklarationsperioden på Skatteverkets webbplats för att hjälpa privatpersoner med deras deklarationer.
Begreppet webbassistent är bara ett av många som beskriver samma funktion. Andra vanligt förekommande benämningar är FAQ-robot, interaktiv assistent, interaktiv guide, digital assistent och medborgarassistent. Den sistnämnda används ofta för webbassistenter inom svensk offentlig sektor.